# タナベコンサルティンググループ
株式会社タナベコンサルティンググループ（タナベコンサルティンググループ、英: TANABE CONSULTING GROUP CO.,LTD.）は、田辺昇一が1957年に創業し、日本の経営コンサルティング業界のパイオニアと呼ばれる企業グループ。
グループ全体で主に大企業から中堅企業まで、15,000社以上の経営コンサルティング実績を有している。
ストラテジー&ドメイン（業種・事業戦略）コンサルティング、デジタル・DXコンサルティング、HRコンサルティング、ファイナンス・M&Aコンサルティング、ブランディング&マーケティングコンサルティングの５つの経営コンサルティング領域において、戦略策定から現場オペレーションの実装・実行までを一気通貫で支援する「経営コンサルティング・バリューチェーン」を提供している。
日本国内の主要10都市に事業所を展開しており、全国で長年の地域密着を強みとしている。「ファーストコールカンパニー 100年先も一番に選ばれる会社」を創造することをミッションとし、純粋持株会社として株式会社タナベコンサルティング、株式会社リーディング・ソリューション、グローウィン・パートナーズ株式会社、株式会社ジェイスリーをグループ企業に持つ。
東京証券取引所プライム市場に上場。

## 事業内容

### チームコンサルティング
経営コンサルティングスタイルとして、大企業から中堅企業の経営者・リーダーのパートナーとして、各企業の固有の経営課題に合わせて複数名の専門コンサルタントを選定し、チームを組成するチームコンサルティングを提供する。

### 経営コンサルティング
各コンサルタントは、例えば「食品・フード」「ヘルスケア」「住まいと暮らし」などのドメイン（事業戦略）、「収益構造」「組織デザイン」「経営システム」「事業承継」などのファンクション（組織戦略）、各地域の特性を踏まえたリージョン（地域密着）に高い専門性を有している。
提供メニュー
- 経営コンサルティング
- シリーズ人材育成（長期教育）
- スポット人材育成（短期教育）
- 戦略ドメイン＆マネジメント研究会
- ファーストコールカンパニー（FCC）トップ会
- マネジメントセミナー　など

### 戦略総合研究所
戦略や経営の研究機関として、セミマクロ的な視点でコンサルティング現場での生きた情報（戦略ドメイン＆マネジメント研究、チームコンサルティング、マネジメントセミナーなどの臨床研究・ナレッジ）を集約し、分析してチームコンサルティング、研究会、セミナー、Web、FCC REVIEW（経営情報誌）などを通じて、企業・社会に還元している。また、組織を動かす「人」についても研究しており、コンサルティングの際には性格判定を実施し、適正を判断している。
戦略ドメイン＆マネジメント研究会の企画
- 「ヘルスケアビジネス成長戦略研究会」 「ビジネスモデルイノベーション研究会」 「Web・通販イノベーションモデル研究会」 「カーライフビジネス成長戦略研究会」
- 「ものづくりテクノロジーブランド研究会」 「食品・フードサービス成長戦略研究会」 「住まいと暮らしビジネス成長戦略研究会」 「建設ソリューション成長戦略研究会」
- 「観光・ツーリズムビジネス成長戦略研究会」 「戦略ロジスティクス研究会」 「戦略アグリ・イノベーション研究会」 「こども・子育てファミリーマーケット成長戦略研究会」
- 「海外ビジネス成長戦略研究会」 「ウェルネス・イノベーション研究会」 「会計事務所ビジネスモデル革新研究会」
- 「人材マネジメント研究会」 「経営の見える化研究会」 「ブランディング戦略研究会」「戦略財務研究会」「人を活かし、育てる会社の研究会」

マネジメントセミナーの企画
- 「ファーストコールカンパニーフォーラム」 「経営戦略セミナー」 「社長教室」 「後継経営者スクール」 「プロ役員セミナー」 「戦略リーダースクール」
- 「幹部候補生スクール」 「中堅リーダー革新セミナー」 「チームリーダースクール」 「新入社員教育実践セミナー」など

### アライアンス（提携）＆人材育成
全国150を超える地域金融機関・会計事務所等とアライアンス（提携）し、これまで培ってきた経営戦略や人材育成ノウハウを提供することで、顧客企業の成長・発展に協力する。また、自社の直接会員組織も運営している。
提供メニュー
- 「経営塾」（アライアンス先の顧客企業向け勉強会）
- 経営情報の提供（ネット・CD・FAX等）
- アライアンス先の人材育成（支店長研修・渉外研修・若手行員研修等）
- 人材育成（アライアンス先の顧客（主に中小）企業の人材育成） など

### セールスプロモーション（SP）コンサルティング
セールスプロモーションに特化したコンサルタントが、企業の課題や目的を精査した上で、プロモーション戦略・ブランディング戦略から販促ツール、販売用商品のデザイン制作まで、企業成長を加速させるためのチームSPコンサルティングを提供する。戦略立案から実行支援までをトータルで担うことにより、ワンストップで大きな効果をあげることができる。
提供メニュー
- SP戦略コンサルティング - プロモーション戦略の立案・推進、ブランディング・PR戦略の企画・推進、マーチャンダイジングの企画・推進、イベント・Webプロモーションの企画・推進
- SPデザインツール - プレミアムノベルティの企画・製作、コミュニケーションツール（カタログ・店頭SP・POP等）の企画・製作、販売用商品の企画・製作
- ブルーダイアリー - ダイアリー（手帳）の企画・製作、カレンダーの企画・製作、オリジナルダイアリー・カレンダーの企画・製作
- クリエイティブデザイン - 販促ツール・販売用商品のデザイン制作、Webデザイン制作 など

## 沿革
- 1957年（昭和32年） 10月16日 - 田辺昇一が京都市下京区の日本信託ビル内にて田辺経営相談所を創業。
- 1958年（昭和33年）- 第1回重役教室を開講（イーグルクラブの前身）。
- 1959年（昭和34年）
  - ビジネス手帳『ブルーダイアリー』発行。
  - 経営者の勉強会組織「イーグルクラブ」を発足
- 1961年（昭和36年）‐ 会員情報誌「経営速報」を創刊（のちに『経営視座』）。
- 1963年（昭和38年）
  - 会員情報誌『EC会報』を創刊（のちに『DECIDE』）。
  - 株式会社田辺経営相談所を設立（法人に改組）。
- 1967年（昭和42年）- 商号を株式会社田辺経営に変更。
- 1970年（昭和45年）- 会員情報誌『実践着眼』を創刊（のちに『コンサルタントアイ』）。
- 1971年（昭和46年）- 大阪市東区（現・中央区）北浜に本社を移転。
- 1980年（昭和55年）- 大阪府吹田市江の木町に本社を移転。
- 1986年（昭和61年）- 商号を株式会社タナベ経営に変更する。
- 1993年（平成5年）- 株式店頭上場。
- 2001年（平成13年）- セールスプロモーション事業に進出のため、BD本部をSP事業本部に改称 （現・SPコンサルティング本部）。
- 2004年（平成16年）- ジャスダック証券取引所に上場（後の 東京証券取引所JASDAQ（スタンダード））。
- 2008年（平成20年）- 業務拡大に伴い、本社を大阪市淀川区宮原に移転。
- 2015年（平成27年）- 会員情報誌『経営視座』『DECIDE』『コンサルタントアイ』を統合し、『FCC REVIEW』を新装刊。
- 2016年（平成28年）3月15日 - 東京証券取引所市場第二部に市場変更。9月28日に東京証券取引所第一部に指定替え。
- 2017年（平成29年）- 東京本社を設置し、2本社制へ。
- 2019年（令和元年）- 株式会社リーディング・ソリューションを子会社化。
- 2021年（令和3年）
  - グローウィン・パートナーズ株式会社を子会社化。
  - 株式会社ジェイスリーを子会社化。
- 2022年（令和4年）
  - 4月4日 - 東京証券取引所プライム市場へ移行
  - 10月1日 - 純粋持株会社体制へ移行し、株式会社タナベコンサルティンググループへ商号変更。経営コンサルティング事業を株式会社タナベコンサルティングへ承継。

## 事業所
- 本社 - 大阪府大阪市淀川区宮原3-3-41

### 経営コンサルティング
- 大阪 - 大阪府大阪市淀川区宮原3-3-41
- 東京 - 東京都千代田区丸の内1-8-2　鉃鋼ビルディング9F
- 中部本部 - 愛知県名古屋市中村区名駅3-28-12　大名古屋ビルヂング24F
- 九州本部 - 福岡県福岡市博多区博多駅中央街8-1　JRJP博多ビル8F
- 北海道支社 - 北海道札幌市中央区北5条西2-5　JRタワーオフィスプラザさっぽろ11F
- 東北支社 - 宮城県仙台市青葉区一番町1-9-1　仙台トラストタワー15F
- 新潟支社 - 新潟県新潟市中央区東大通1-4-1　マルタケビル2F
- 北陸支社 - 石川県金沢市昭和町16-1　ヴィサージュ5F
- 中四国支社 - 広島市南区松原町2-62　広島JPビルディング7F
- 沖縄支社 - 沖縄県那覇市久茂地1-12-12　ニッセイ那覇センタービル10F
- 戦略総合研究所 - 大阪府大阪市淀川区宮原3-3-41